# Jasminisis cavatica
Jasminisis cavatica is een zachte koraalsoort uit de familie Isididae. De koraalsoort komt uit het geslacht Jasminisis. Jasminisis cavatica werd in 1998 voor het eerst wetenschappelijk beschreven door Alderslade. 